# Sowetski-Sport-Pokal
Der Sowetski-Sport-Pokal (eigentlich Turnier um den Preis der Zeitung Sowetski Sport, russisch Турнир на призы газеты «Советский Спорт») war ein durch die Sportzeitung Sowetski Sport gestifteter Pokalwettbewerb im Eishockey, der meist in der Saisonvorbereitung ausgetragen wurde. Zuerst nur unter Vereinen der Sowjetunion ausgetragen, nahmen ab 1966 Teams aus anderen Ländern teil. Aus Deutschland stammen folgende Teilnehmer: SG Dynamo Weißwasser, SC Dynamo Berlin, VfL Bad Nauheim (1973) und die DDR-Nationalmannschaft.
Bis 1973 wurde ein Sieger beim Turnier ermittelt, danach wurden ausschließlich einzelne Gruppensieger ausgespielt.

## Sieger (1957–1973)
| Jahr | 1. Platz           | 2. Platz               | 3. Platz              | 4. Platz             |
| 1957 | CSK MO Moskau      | Awangard Tscheljabinsk | Dynamo Moskau         | Krylia S. Moskau     |
| 1958 | CSK MO Moskau      | Lokomotive Moskau      | CVM Kaliningrad       | Spartak Moskau       |
| 1960 | Torpedo Gorky      | Spartak Moskau         | Lokomotive Moskau     | CSKA Moskau          |
| 1961 | CSKA Moskau        | Lokomotive Moskau      | Krylja S. Moskau      | Metallurg Stalinsk   |
| 1962 | CSKA Moskau        | Torpedo Gorky          | Lokomotive Moskau     | Kristall Elektrostal |
| 1963 | Khimik Voskresensk | Dynamo Moskau          | Traktor Tscheljabinsk | Torpedo Gorky        |
| 1964 | Dynamo Moskau      | CSKA Moskau            | SKA Leningrad         | Krylia S. Moskau     |
| 1965 | CSKA Moskau        | Dynamo Moskau          | Lokomotive Moskau     | Khimik Voskresensk   |
| 1966 | CSKA Moskau        | Dynamo Moskau          | Spartak Moskau        | ZKL Brno             |
| 1967 | Spartak Moskau     | CSKA Moskau            | HC Slovan Bratislava  | SKA Leningrad        |
| 1968 | CSKA Moskau        | Spartak Moskau         | SKA Leningrad         | HK Lokomotive Moskau |
| 1969 | CSKA Moskau        | Dynamo Moskau          | Chimik Woskressensk   | Spartak Moskau       |
| 1970 | Spartak Moskau     | CSKA Moskau            | SG Dynamo Weißwasser  | keiner               |
| 1971 | CSKA Moskau        | SKA Leningrad          | Krylja Sowetow Moskau | HK Lokomotive Moskau |
| 1972 | CSKA Moskau        | Spartak Moskau         | Torpedo Gorki         | Dinamo Riga          |
| 1973 | CSKA Moskau        | Spartak Moskau         | Krylia Sowetow Moskau | Torpedo Gorki        |

## Sieger (seit 1973)
| Jahr | Gruppe            | 1. Platz         | 2. Platz              | 3. Platz          | 4. Platz                    |
| 1974 | Turnier Minsk     | Torpedo Gorki    | SKA Novosibirsk       | Torpedo Minsk     | Dynamo Moskau               |
| 1974 | Turnier Leningrad | SKA Leningrad    | Khimik Voskresensk    | CSKA Moskau       | SKA Kaliningrad             |
| 1974 | Turnier Riga      | Spartak Moskau   | Dynamo Riga           | Lokomotive Moskau | Molot Perm                  |
| 1974 | Turnier Kiew      | Krylia S. Moskau | Traktor Tscheljabinsk | Sokol Kiew        | SG Dynamo Weißwasser        |
| 1975 | Turnier Leningrad | Dynamo Moskau    | SKA Leningrad         | Koo-Vee Tampere   | Molot Perm                  |
| 1975 | Turnier Kiew      | Torpedo Gorki    | Spartak Moskau        | Sokol Kiew        | SG Dynamo Weißwasser/Berlin |

## Deutsche Mannschaften
1975
| SG Dynamo Weißwasser/Berlin | Tor: Wolfgang Fischer (Weißwasser), Roland Herzig (Weißwasser) Verteidiger: Frank Braun (Weißwasser), Hartwig Schur, (Weißwasser), Harald Felber (Berlin), Dietmar Peters (Berlin), Dieter Frenzel (Berlin), Dirk Philipp (Weißwasser) Stürmer: Bernd Engelmann (Weißwasser), Ralph Thomas (Weißwasser), Rüdiger Noack (Weißwasser), Roland Peters (Berlin), Rainer Patschinski (Berlin), Gerhard Müller Gerhard Müller (Berlin), Roland Herzig (Weißwasser), Peter Slapke (Weißwasser), Rolf Beilas (Weißwasser), Friedhelm Bögelsack (Berlin) Trainer: u. a. Klaus Hirche (Weißwasser) |

## Auszeichnungen
- 1970 Klaus Hirche (SG Dynamo Weißwasser) als bester Torhüter
- 1973 Rainer Wesener (VfL Bad Nauheim) als bester Nachwuchsspieler
- 1973 Dietmar Peters (SG Dynamo Weißwasser/Berlin) als bester Verteidiger
- 1975 Peter Slapke (SG Dynamo Weißwasser/Berlin) als bester Stürmer
- 1976 Dieter Frenzel (DDR-Nationalmannschaft) als bester Verteidiger
- 1979 Peter Slapke (SG Dynamo Weißwasser/Berlin) als bester Stürmer
- 1980 Rolf Bilas (SG Dynamo Weißwasser) als bester Spieler seiner Mannschaft
- 1982 Andreas Ludwig (SG Dynamo Weißwasser) als bester Newcomer
- 1982 Peter Schuhmann (SG Dynamo Weißwasser) als bester Spieler seiner Mannschaft
- 1984 Andreas Ludwig (SG Dynamo Weißwasser) als bester Spieler seiner Mannschaft
- 1985 Ralf Hantschke (SG Dynamo Weißwasser) als Topscorer (5 Spiele, 10 Punkte, 7 Tore, 3 Assists)

## Quelle
- Aarne Honkavaara: Jääkiekko Kirja 1971-72, S. 121 (PDF; 7,3 MB)